# Почтовые марки России (2003)

Почтовые марки России (2003) — каталог знаков почтовой оплаты (марок, блоков, листов), введённых в обращение «Почтой России» в 2003 году.
Всего в этом году было выпущено 86 почтовых марок, 13 почтовых блоков и 28 малых листов.

## Список коммеморативных марок
Порядок следования элементов в таблице соответствует номеру по каталогу марок России на официальном сайте издатцентра «Марка», в скобках приведены номера по каталогу «Михель».
| № | Изображение | Описание | Номинал                       | Дата        | Тираж                  | Художник                | П      |
| --- | ----------- | --- | ----------------------------- | ----------- | ---------------------- | ----------------------- | ------ |
| № 818 (Mi #1051) |             | 100 лет со дня рождения Анатолия Петровича Александрова (1903—1994), ученого. На фоне атомохода «Арктика» — реактор атомного ледокола, разработанный при участии А. П. Александрова. | 2.50 руб.                     | 8 января    | 250 000                | Бетрединова Х.          | [ 3 ]  |
| № 819 (Mi #1050) |             | 100 лет со дня рождения Игоря Васильевича Курчатова (1903—1960), физика. На фоне электростанции — первый в Европе атомный реактор, разработанный под руководством И. В. Курчатова. | 2.50 руб.                     | 8 января    | 250 000                | Бетрединова Х.          | [ 4 ]  |
| № 820 (Mi #1052) № 821 (Mi #1053) № 820—821 (Mi #1052—1053BL51) |             | Исследование Антарктиды: - Береговая линия подледного озера Восток и ледяные цилиндры — пробы исследовательского бурения. - Буровая вышка на территории российской станции «Восток». | 5.00 руб.                     | 8 января    | 1 000 000              | Арцименев Ю.            | [ 5 ]  |
| № 822 (Mi #1058) № 823 (Mi #1054) № 824 (Mi #1056) № 825 (Mi #1055) № 826 (Mi #1057) № 827 (Mi #1059) |             | Россия. Регионы: - Астраханская область. Кремль в г. Астрахани на фоне дельты реки Волги, представители флоры и фауны Астраханского государственного заповедника. - Кемеровская область. Памятник Михайло Волкову в г. Кемерове — первооткрывателю Кузнецких углей, пейзаж Кузнецкого Алатау, угледобывающий комбайн. - Курганская область. Памятник воинам-лыжникам в г. Кургане, пейзаж Курганской области. - Магаданская область. Прибрежный пейзаж Охотского моря, олени на пастбище и камни-самоцветы, добываемые в Магаданской области. - Пермская область. Река Вишера, Пермская государственная художественная галерея и Краеведческий музей, находящиеся в здании бывшего кафедрального собора, бляха в виде головы медведя (пермский звериный стиль). - Ульяновская область. Ульяновский «вездеход», уходящий в даль мост через реку Волгу в г. Ульяновске, конвейер Ульяновского автомобильного завода, самолет ТУ-204-120. | 3.00 руб.                     | 10 января   | 350 000                | Бейлин В.               | [ 6 ]  |
| № 828 (Mi #1060) |             | 10 лет Межправительственной фельдъегерской связи. Знак Межправительственной фельдъегерской связи, надпись «10 лет Межправительственной фельдъегерской связи». | 3.00 руб.                     | 16 января   | 200 000                | Батов А.                | [ 7 ]  |
| № 829 (Mi #1061) (Mi #1061KB) № 830 (Mi #1062) (Mi #1062KB) № 831 (Mi #1063) (Mi #1063BL52) № 829-831 (Mi #1061—1063KB)                                                                                             |             | Кубок Дэвиса-2002. - Трибуна с российскими болельщиками. - Теннисный мяч на корте зала Берси. - Кубок Дэвиса. Теннисный корт зала Берси в Париже, где 1 декабря 2002 года состоялась финальная встреча со сборной Франции, в которой теннисисты России, одержав победу со счетом 3:2, стали обладателями Кубка Дэвиса. | 4.00 8.00 50.00 руб.          | 19 февраля  | 300 000 30 000 150 000 | Баранов Ю.              | [ 8 ]  |
| № 832 (Mi #1064) № 833 (Mi #1065) № 834 (Mi #1066) № 835 (Mi #1067) |             | История Российского государства: - Ярослав Мудрый (около 978—1054). Основание города Ярославля и иллюстрация укрепления династических и международных связей. - Владимир Мономах (1053—1125). Въезд на великое княжение в Киев и передача «Поучения». - Даниил Московский (1261—1303). Выступление князя с войском и основание Свято-Данилова монастыря в Москве. - Иван Иванович Красный (1326—1359). Посвящение на великое княжение во Владимирском Успенском соборе и изгнание из московских земель «лютого» ордынского посла Алачи. | 8.00 руб.                     | 4 марта     | 250 000                | Зайцев Л.               | [ 9 ]  |
| № 836 (Mi #1074) |             | 300 лет Петрозаводску. Памятник Петру I на фоне кафедрального собора во имя Святого Благоверного великого князя Александра Невского и здания УФПС Республики Карелия. | 3.00 руб.                     | 26 марта    | 180 000                | Плетнев А.              | [ 10 ] |
| № 837 (Mi #1068) (Mi #1068KB) № 838 (Mi #1069) (Mi #1069KB) № 839 (Mi #1070) (Mi #1070KB) № 840 (Mi #1071) (Mi #1071KB) № 841 (Mi #1072) (Mi #1072KB) № 842 (Mi #1073) (Mi #1073KB) № 837—842 (Mi #1068—1073BL53)   |             | Монастыри Русской православной церкви: - Юрьев Новгородский монастырь. Вид монастыря и святой Георгий Победоносец, небесный покровитель основателя монастыря великого князя Ярослава Мудрого. - Свято-Введенский Толгский монастырь. Вид монастыря и Толгская икона Божией Матери. - Свято-Введенская Козельская Оптина пустынь. Вид монастыря и преподобный иеросхимонах Амвросий, оптинский старец. - Соловецкий Зосимо-Савватиевский Спасо-Преображенский монастырь. Вид монастыря и его основатели — преподобные Савватий и Герман Соловецкие. - Новодевичий Богородице-Смоленский монастырь. Вид монастыря и Смоленская икона Божией Матери, одна из главных святынь монастыря. - Свято-Троицкий Серафимо-Дивеевский монастырь. Вид монастыря и преподобный Серафим Саровский, ставший духовником сестер монастыря после смерти его основательницы монахини Александры.                                                           | 5.00 руб.                     | 26 марта    | 180 000 80 000         | Зайцев Л.               | [ 11 ] |
| № 843 (Mi #1075) |             | 100-летие присвоения Новосибирску статуса города. Государственный академический театр оперы и балета, Новосибирский молодежный театр «Глобус», городской Краеведческий музей, а также скульптурная композиция и эмблема Академгородка. | 3.00 руб.                     | 15 апреля   | 200 000                | Плетнев А.              | [ 12 ] |
| № 844 (Mi #1076BL54) |             | 300 лет Балтийскому флоту. Копия Л. Д. Блинова с картины А. П. Боголюбова «Взятие на абордаж шведских судов „Астрильд“ и „Гедан“ отрядами Преображенского и Семёновского полков под началом императора Петра Великого и поручика Меньшикова 7 мая 1703 года», 1886 г. Современные боевые корабли и авиация Балтийского флота, Андреевский флаг и два ордена Красного Знамени, которыми был награжден Балтийский флот. | 12.00 руб.                    | 15 апреля   | 100 000                | Московец А.             | [ 13 ] |
| № 845 (Mi #1077) (Mi #1077KB) |             | 100 лет со дня рождения Арама Ильича Хачатуряна. Портрет, сцена из балета «Спартак». | 2.50 руб.                     | 24 апреля   | 700 000                | Баранов Ю.              | [ 14 ] |
| № 846 (Mi #1078) (Mi #1078KB) |             | Искусство плаката. Выпуск по программе «Европа». Плакат начала XX века «Мой первый шаг за печеньем Эйнем» работы неизвестного художника. | 8.00 руб.                     | 5 мая       | 300 000 70 000         | Лукьянов М.             | [ 15 ] |
| № 847 (Mi #1086) № 848 (Mi #1087) № 847—848 (Mi #1086—1087) (Mi #1086—1087KB) |             | Карильон. Совместный выпуск России и Бельгии. Карильон звонницы Петропавловского собора, открытый в Санкт-Петербурге в сентябре 2001 года, инициатором создания которого выступил Йо Хазен — директор Королевской школы карильона им. Жефа Денейна в Мехелене (Бельгия): - Мехелен. Собор Св. Ромбаута. - Санкт-Петербург. Петропавловский собор. | 5.00 руб.                     | 15 мая      | 300 000 120 000        | Арцименев Ю.            | [ 16 ] |
| № 849 (Mi #1079) (Mi #1079KB) № 850 (Mi #1080) (Mi #1080KB) № 851 (Mi #1081) (Mi #1081KB) № 852 (Mi #1082) (Mi #1082KB) № 853 (Mi #1083) (Mi #1083KB) № 854 (Mi #1084) (Mi #1084KB) № 855 (Mi #1085) (Mi #1085BL55) |             | 300 лет Санкт-Петербургу: - Вид на Аничков мост через реку Фонтанку. Одна из скульптурных групп П. К. Клодта «Укрощение коня». - Разведённый мост через реку Неву. Одна из скульптур сфинксов на набережной. - Вид на Стрелку Васильевского острова. Здание Фондовой биржи, ростральные колонны, декорированные металлическими рострами — выступами на носовой части корабля, один из ростров колонн. - Дворцовая площадь. Арка Главного штаба и Александровская колонна, фигура ангела с крестом, установленная на её вершине. - Вид на Зимний дворец. Одна из 176 скульптур, установленных на его крыше. - Летний сад. Одна из скульптур, установленных в саду. - Памятник Петру I — «Медный всадник» работы скульптора Э. М. Фальконе, Петропавловская крепость и Ростральная колонна на фоне Дворцовой набережной, эмблема празднования 300-летия Санкт-Петербурга.                                                                | 5.00 50.00 руб.               | 15 мая      | 250 000 100 000        | Жаров А. Зайцев Л.      | [ 17 ] |
| № 856 (Mi #1088) (Mi #1088KB) |             | 40-летие полета в космос первой в мире женщины-космонавта В. В. Терешковой. Портрет на фоне орбит космических кораблей «Восток-5» и «Восток-6», пилотируемого В. Ф. Быковским и совершившего полёт 16—19 июня 1963 года. | 3.00 руб.                     | 20 мая      | 220 000 70 000         | Керносов А.             | [ 18 ] |
| № 857 (Mi #1089) (Mi #1089BL56) № 858 (Mi #1090) (Mi #1090BL57) |             | 300 лет Санкт-Петербургу: - Памятник Петру I — «Медный всадник» работы скульптора Э. М. Фальконе, Петропавловская крепость и Ростральная колонна на фоне Дворцовой набережной, эмблема саммита СНГ. - Памятник Петру I — «Медный всадник» работы скульптора Э. М. Фальконе, Петропавловская крепость и Ростральная колонна на фоне Дворцовой набережной, эмблема саммита «Россия-ЕС». | 75.00 100.00 руб.             | 23 мая      | 50 000                 | Зайцев Л.               | [ 19 ] |
| № 859 (Mi #1091) |             | Второй Всемирный конгресс антинаркотических сил «В XXI веке без наркотиков». Земной шар, элемент эмблемы Международной ассоциации по борьбе с наркоманией и наркобизнесом — змея, обвивающая меч, текст — «Второй Всемирный конгресс антинаркотических сил „В XXI веке без наркотиков“», который был проведен в Москве 26—27 июня 2003 года в рамках Международного дня борьбы с наркоманией. | 3.00 руб.                     | 25 мая      | 200 000                | Тыртычный И.            | [ 20 ] |
| № 860 (Mi #1092) |             | 1100 лет Пскову. Вид на Псковский кремль, собор Мирожского монастыря, памятник Александру Невскому на горе Соколиха. | 3.00 руб.                     | 3 июня      | 200 000                | Плетнев А.              | [ 21 ] |
| № 861 (Mi #1093) |             | 375 лет Красноярску. Здание речного вокзала, церковь Святого Николая Чудотворца, современное здание города, скалы заповедника «Столбы», памятник Андрею Дубенскому — основателю города, герб Красноярска. | 4.00 руб.                     | 10 июня     | 200 000                | Плетнев А.              | [ 22 ] |
| № 862 (Mi #1095) |             | Противодействие легализации доходов, полученных преступным путем. Рисунок, разделенный на светлую и темную части, символизирует «прозрачную» и «теневую» экономику, текст: «Прозрачная экономика — будущее страны», аббревиатура — КФМ России (Комитет Российской Федерации по финансовому мониторингу). | 5.00 руб.                     | 10 июня     | 180 000                | Арцименев Ю.            | [ 23 ] |
| № 863 (Mi #1094BL58) |             | 60-летие Курской битвы. Памятник Победы (Звонница) в деревне Прохоровке и Триумфальная арка в Курске, карта-схема контрнаступательной операции советских войск. | 10.00 руб.                    | 10 июня     | 80 000                 | Московец А.             | [ 24 ] |
| № 864 (Mi #1096) № 865 (Mi #1097) № 866 (Mi #1098) № 864—866 (Mi #1096—1098) |             | Всемирное природное наследие России. Девственные леса Коми. Контур географической карты Республики Коми: - Республика Коми. Болваны на горе Маньпупунёр. - Республика Коми. Река Кожим. - Республика Коми. Верховья реки Печоры. | 2.003.005.00 руб.             | 25 июня     | 250 000                | Редькин М. Умуркулов A. | [ 25 ] |
| № 867 (Mi #1099BL59) |             | 300 лет почте Санкт-Петербурга. Сцена получения Петром I депеши, пришедшей по почте от графа Ф. М. Апраксина из Воронежа в Санкт-Петербург в июне 1703 года. Текст депеши с пометкой о доставке: «Принята с почты в новозастроенной крепости, июня 28 день 1703-го». | 12.00 руб.                    | 29 июня     | 100 000                | Комса Р. Зайцев Л.      | [ 26 ] |
| № 868 (Mi #1100) № 869 (Mi #1101) № 870 (Mi #1102) № 871 (Mi #1103) № 872 (Mi #1104) № 868—872 (Mi #1100—1104) (Mi #1100—1104BL60)                                                                                  |             | Жуки: - Жук-олень. - Красотел пахучий. - Жужелица Лопатина. - Жужелица узкогрудая. - Жужелица кавказская. | 1.00 2.00 3.00 4.00 5.00 руб. | 22 июля     | 300 000 80 000         | Жиличкин П.             | [ 27 ] |
| № 873 (Mi #1105) (Mi #1105KB) |             | 10-летие Международной ассоциации академий наук. Эмблема ассоциации, образованной 23 сентября 1993 года в Киеве с участием руководителей национальных академий наук ряда стран Азии и Европы. | 2.50 руб.                     | 30 июля     | 306 000                | Батов А. Беляев С.      | [ 28 ] |
| № 874 (Mi #1107) |             | 350-летие основания Читы. Михайло-Архангельская церковь XVII века (церковь Декабристов), Управление Забайкальской железной дороги, Дворец братьев Шумовых и здание УФПС Читинской области. | 3.00 руб.                     | 14 августа  | 200 000                | Плетнев А.              | [ 29 ] |
| № 875 (Mi #1106) |             | Всемирная конференция по изменению климата. Москва. Россия. 2003. | 4.00 руб.                     | 14 августа  | 200 000                | Московец А.             | [ 30 ] |
| № 876 (Mi #1108) № 877 (Mi #1109) № 878 (Mi #1110) № 879 (Mi #1111) № 880 (Mi #1112) № 876—880 (Mi #1108—1112) (Mi #1108—1112BL61)                                                                                  |             | Грибы-двойники: - Сатанинский гриб и дубовик оливково-бурый. - Бледная поганка и шампиньон обыкновенный. - Мухомор пантерный и мухомор серо-розовый. - Мухомор порфировый и поплавок серый. - Желчный гриб и белый гриб. | 2.00 2.50 3.00 4.00 5.00 руб. | 20 августа  | 250 000 80 000         | Козлов И.               | [ 31 ] |
| № 881 (Mi #1113) (Mi #1113KB) № 882 (Mi #1114) (Mi #1114KB) № 883 (Mi #1115) (Mi #1115KB) № 884 (Mi #1117) (Mi #1117KB) № 885 (Mi #1116) (Mi #1116KB)                                                               |             | Дары природы: - Ананас. - Груша. - Дыня. - Земляника. - Яблоко. | 5.00 руб.                     | 27 августа  | 630 000                | Жиличкин П.             | [ 32 ] |
| № 886 (Mi #1118) № 887 (Mi #1119) № 886—887 (Mi #1118—1119) (Mi #1118—1119KB) |             | «Сохраним природу Каспийского моря». Совместный выпуск России и Ирана: - Каспийская нерпа. - Белуга. | 2.50 руб.                     | 9 сентября  | 250 000 80 000         | Жиличкин П. Батов А.    | [ 33 ] |
| № 888 (Mi #1120) (Mi #1120BL62) |             | 300 лет российской журналистике. Страница газеты «Ведомости» на фоне Печатного двора, находившегося в XVIII веке на Никольской улице в Москве. Различные виды деятельности журналистов и журналистские принадлежности, посредством которых осуществляется сбор информации. | 10.00 руб.                    | 12 сентября | 100 000                | Арцименев Ю.            | [ 34 ] |
| № 889 (Mi #1121) № 890 (Mi #1122) № 891 (Mi #1123) № 892 (Mi #1124) № 893 (Mi #1125) № 889—893 (Mi #1121—1125) |             | Из истории отечественного легкового автомобиля. Фрагмент картины Ю. И. Пименова «Новая Москва», 1937 г.: - «Руссо-Балт К 12/20», 1911 года выпуска. - НАМИ-1, 1929 года выпуска. - ГАЗ-М1, 1939 года выпуска. - ГАЗ-67Б, 1946 года выпуска. - ГАЗ-М20 «Победа», 1954 года выпуска. | 3.00 4.00 5.00 руб.           | 17 сентября | 220 000                | Сухарев С.              | [ 35 ] |
| № 894 (Mi #1126) (Mi #1126KB) |             | 10-летие принятия Конституции Российской Федерации. Конституция Российской Федерации, Спасская башня и здание Сената Московского Кремля. | 3.00 руб.                     | 15 октября  | 300 000 50 000         | Арцименев Ю.            | [ 36 ] |
| № 895 (Mi #1127) |             | 100 лет со дня рождения Эрнста Теодоровича Кренкеля (1903—1971), полярника. Участвовавшие в арктической экспедиции 1931 года дирижабль «Граф Цеппелин» и ледокольный пароход «Малыгин» в бухте Тихой, маршрут арктического рейса дирижабля, портрет Э. Т. Кренкеля, изображение полярной станции, на которой Э.Т. Кренкель работал радистом, а также позывной полярника — RAEM. | 4.00 руб.                     | 15 октября  | 250 000                | Керносов А.             | [ 37 ] |
| № 896 (Mi #1128BL63) |             | 150 лет Синопскому сражению. Картина А. П. Боголюбова «Синопский бой. 18 ноября 1853 года» (1856—1860 гг., Центральный военно-морской музей Санкт-Петербурга), портрет адмирала П. С. Нахимова, командовавшего эскадрой, которая разгромила турецкий флот в Синопском сражении, слова императора Николая I из рескрипта от 28 ноября 1853 года — «Истреблением турецкой эскадры Вы украсили летопись русского флота новою победою, которая навсегда останется памятной в морской истории». | 12.00 руб.                    | 5 ноября    | 100 000                | Московец А.             | [ 39 ] |
| № 897 (Mi #1129) (Mi #1129KB) |             | С Новым годом! Дед Мороз на фоне панорамы Великого Устюга, который считается его родиной. | 7.00 руб.                     | 1 декабря   | 450 000 50 000         | Ларюшина М.             | [ 40 ] |
| № 902—903 (Mi #1134—1135) |             | 10 лет Федеральному Собранию Российской Федерации: - 10 лет Совету Федерации. Здание и зал заседаний. - 10 лет Государственной Думе. Здание и зал заседаний. | 2.50 руб.                     | 10 декабря  | 200 000                | Арцименев Ю.            | [ 41 ] |

## Четвёртый выпуск стандартных марок
Порядок следования элементов в таблице соответствует номеру по каталогу марок России на официальном сайте издатцентра «Марка», в скобках приведены номера по каталогу «Михель».
| №                                                                   | Изображение | Описание | Номинал                   | Дата      | Тираж       | Художник | П      |
| ------------------------------------------------------------------- | ----------- | --- | ------------------------- | --------- | ----------- | -------- | ------ |
| № 898 (Mi #1130) № 899 (Mi #1131) № 900 (Mi #1132) № 901 (Mi #1133) |             | Четвертый выпуск стандартных почтовых марок Российской Федерации: - Останкино. Останкинский дворец, скульптура «Аполлон Бельведерский». - Гатчина. Гатчинский дворец, памятник императору Павлу I. - Петергоф. Большой дворец, скульптура «Самсон, раздирающий пасть льва». - Царское село. Екатерининский дворец, скульптура «Амфитрита». | 1.00 1.50 6.00 10.00 руб. | 5 декабря | 200 000 000 | Комса Р. | [ 42 ] |

## Комментарии
1. ↑  Ниже приведён перечень коммеморативных марок (с возможностью сортировки по номиналу, тиражу и дате введения в обращение).
2. ↑  Ниже приведён перечень стандартных марок (с возможностью сортировки по номиналу, тиражу и дате введения в обращение).